# Site minier de Plombières

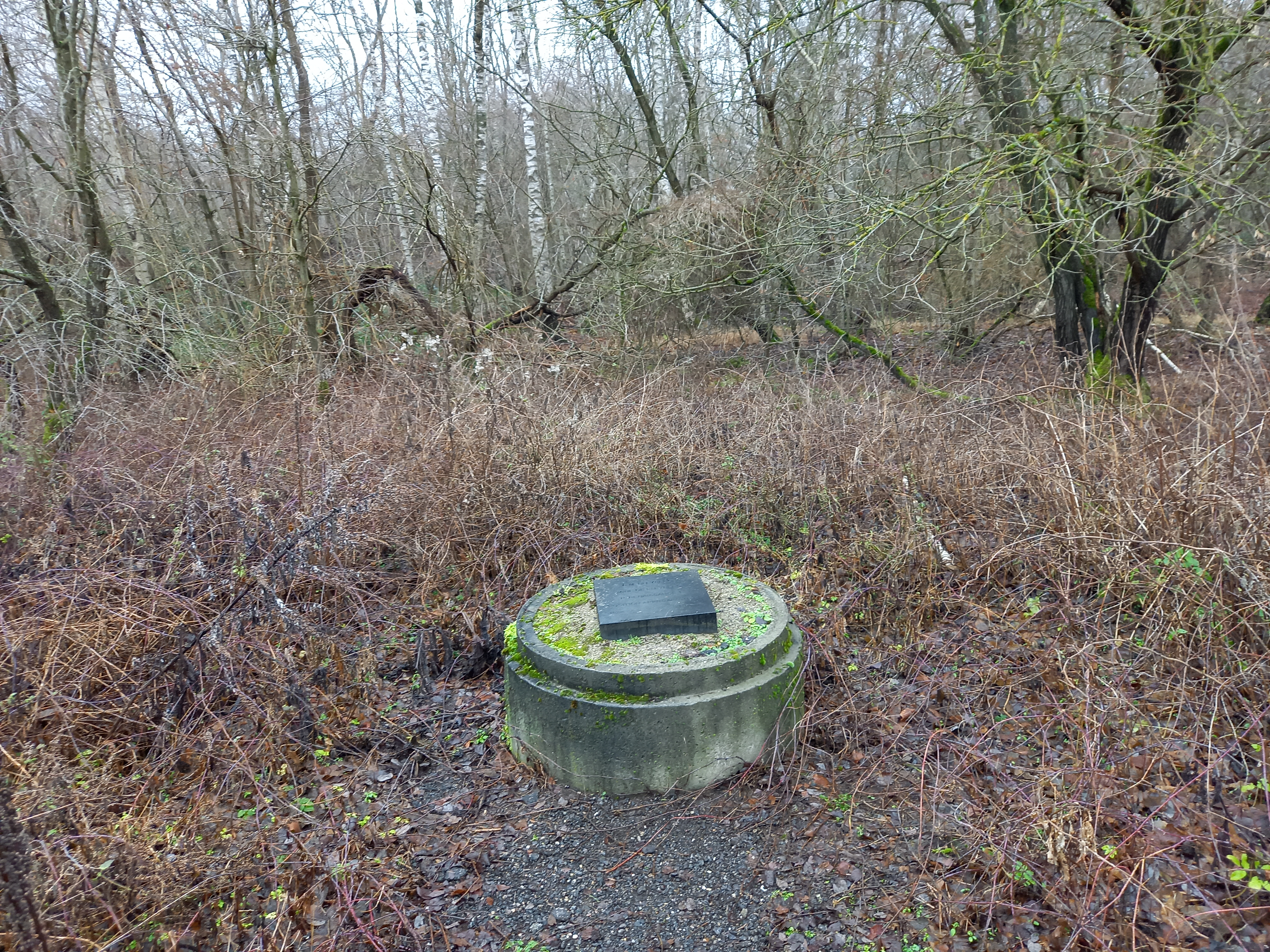
Tombe de l'ancien puits de mine "Renaissance 1" sur le site minier de Plombières

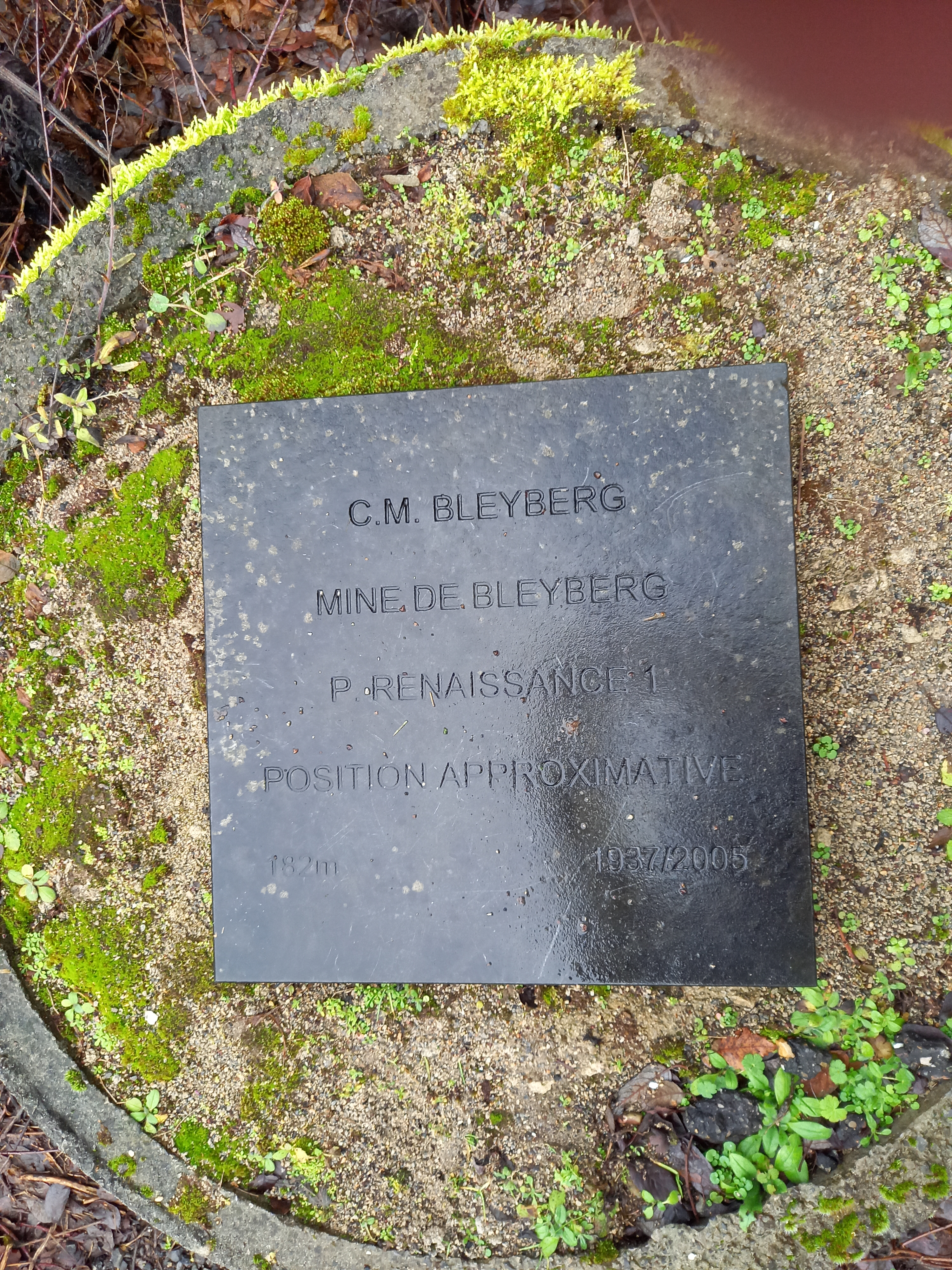
Tombe de l'ancien puits de mine "Renaissance 1" sur le site minier de Plombières, détails

Le site minier de Plombières est un site industriel et naturel situé à Plombières, dans l'Est de la Belgique. Entre le XIVe siècle et 1922, des minerais de zinc et de plomb ont été extraits et traités sur ce site. Cette mine était la plus importante mine de plomb de l'Est de la Belgique et la troisième pour le zinc. Elle a prospéré entre 1856 et 1882.

## Géographie
La zone se trouve au Sud-Est du centre du village de Plombières (Bleyberg en allemand), dont le nom tant en français qu'en allemand fait référence au plomb. Il se trouve à environ six kilomètres au sud-ouest du point trifrontière avec l'Allemagne et les Pays-Bas, près de Vaals. La rivière Gueule traverse la région. Les gisements de plomb et de zinc se trouvent dans une direction Nord-Nord-Ouest Sud-Sud-Est. Au cours du Dévonien, des gisements d'une concentration de zinc de 75 grammes par tonne se sont accumulés. En raison des mouvements telluriques, ceux-ci ont été poussés vers la surface et sont entrés en contact avec un environnement moins acide et plus riche en oxygène. Les sulfures se sont présentés  en galène (plomb), en sphalérite (zinc) et pyrite (fer). Ces minéraux remplissaient des cavités dans le calcaire. Certains de ces minéraux ont été transformés en smithsonite et en hémimorphite. Ces minerais ont été trouvés jusqu'aux Pays-Bas à Fauquemont-sur-Gueule (Valkenburg aan de Geul). Dont en 1989 lors des travaux de creusement pour la construction de Thermae 2000 (nl).

## Histoire ancienne
La plus ancienne mention de la mine remonte à l'année 1365. Jan van Wambeke, doyen du chapitre de Saint Servais de Maastricht, a écrit qu'il avait reçu des intérêts du duché de Limbourg du fait de la mine de Bradersbergh. L'extraction se faisait aux endroits où les filons de minerai remontaient à la surface. En plus de l'exploitation à ciel ouvert, il y avait quatre puits de trente mètres de profondeur dans le Braesberg ou le Bleyberg, qui aboutissaient dans une galerie de mine de 800 mètres. La région est riche en métaux lourds, car il existe d'autres carrières où l'on a extrait du zinc, comme à Völkerich, Welkenraedt (Lantzenberg), Walhorn et La Calamine (Altenberg). En 1427, Philippe le Bon, duc de Bourgogne, loue la mine de plomb pour un neuvième de la recette et pour quinze ans à trois hommes d'Aix-la-Chapelle : Jean Bernage et les frères Herman et Geryt Pael. Sous le règne de ce triumvirat, la mine était largement inondée. Puis sont venus trois autres locataires : Jean van der Moer, Guillaume Nekens et Pierre Danckaerts. Selon Jean de Dalhem, intendant du duché de Limbourg, ce deuxième trio était encore locataire en 1445. Dans les siècles qui ont suivi, les revers, tels que les dévastations de guerre et les inondations, et la prospérité se sont alternés. À cette époque, le Braesberg, où les gisements de minerai ont environ un mètre d'épaisseur, était principalement exploité au nord du village actuel.

## Vers une extraction industrielle

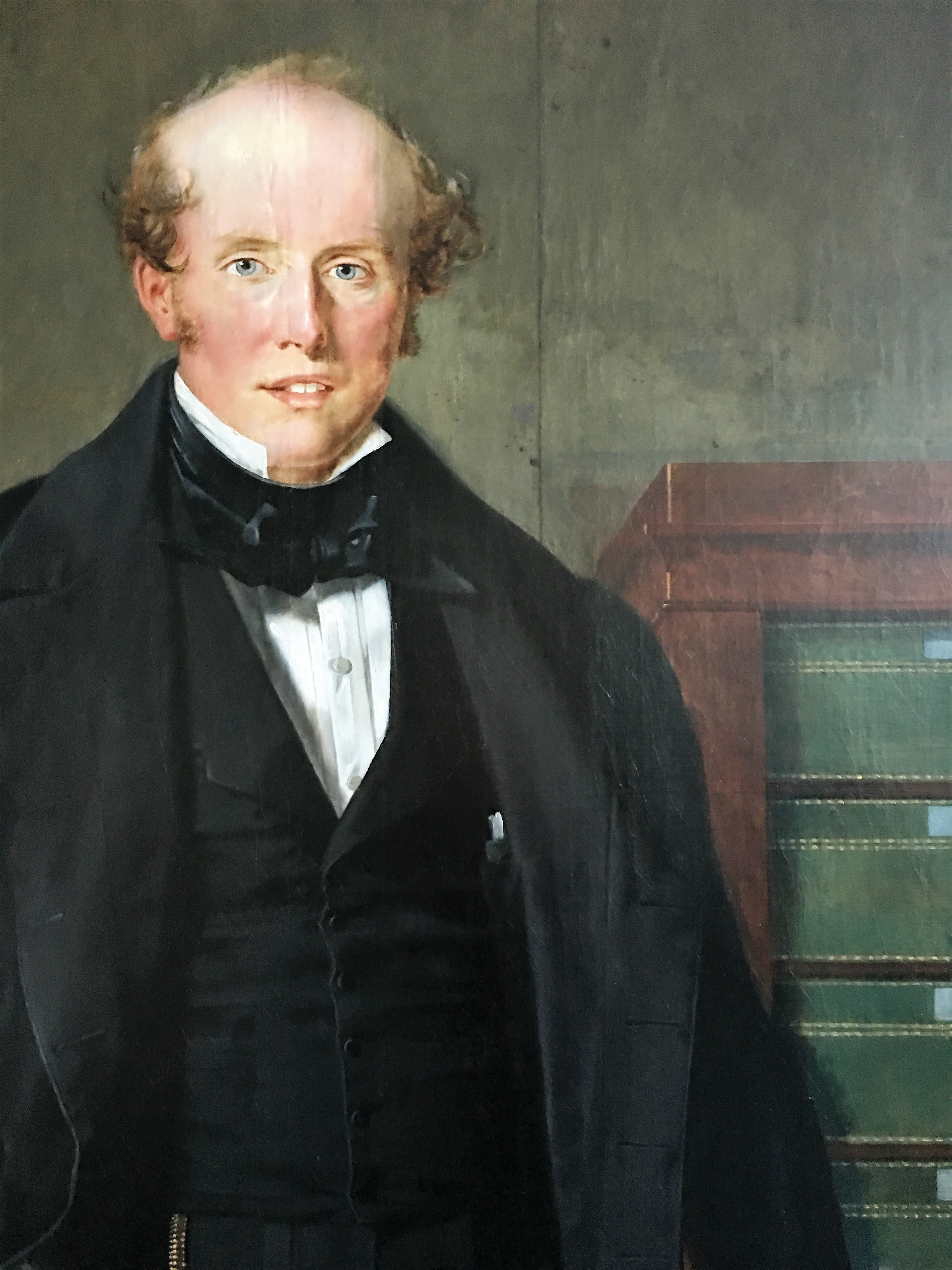
John Cockerill

En 1809, Jean-Jacques Dony invente le procédé de fabrication du zinc pur à l'échelle industrielle. Après plus d'un siècle sans activité minière, les frères John et James Cockerill (en) ont mené des recherches sur la présence du minerai de plomb dès le début de 1828, notamment dans le hameau de Ten Eycken, à un kilomètre au sud de Plombières. Quelques mois plus tard, la totalité du permis est octroyée à James. Il fait ouvrir les anciens puits et galeries de mine, réparer les canaux de drainage et acheter une machine à vapeur. Le succès est limité pendant les premières années, mais la Société du Bleyberg en Belgique a été fondée en 1841. La recherche s'est faite plus au sud qu'auparavant et des gisements de minerai allant jusqu'à vingt mètres d'épaisseur ont été trouvés. À partir de 1845, la mine est en production, bien que les coûts soient élevés. En 1846, la société est transformée en une société anonyme au capital de 4,5 millions de francs belges : la Compagnie des Mines et Fonderies du Bleyberg. Les actionnaires étaient les enfants des deux frères Cockerill, Bernard Suermondt et son frère, la famille Lampson et les banques Lafitte et Opperheim. Plusieurs veines de minerai ont été découvertes. Le problème était que la concession était destinée à l'exploitation du plomb, mais que le minerai de plomb avait fusionné avec le minerai de zinc. En attendant l'autorisation d'extraire le zinc, les problèmes financiers se sont aggravés. En 1851, une grande partie est vendue à la Banque Liégeoise. Elle fonde la Société anonyme de Bleyberg ès Montzen. Une profondeur de 160 mètres est  atteinte. Deux ans plus tard, les galeries minières ont été à nouveau remplies, mais des pompes à eau spéciales sont mises en service.

## L'apogée de l'exploitation minière
En 1856, l'autorisation d'exploiter le zinc est accordée, et la zone de concession est étendue des 112 hectares initiaux à 585 hectares. Les trente années de prospérité commencent. Des usines et des fours sont construits. Les hauts fourneaux étaient utilisés pour traiter le minerai de plomb et le minerai de zinc était d'abord chauffé dans les fonderies, puis réduit en métal pur dans des fours à moufle avec du charbon. En 1861, la Gueule est détournée et déplacée vers le Nord sur une longueur de trois kilomètres pour la somme de deux millions de francs.
Une partie de ce travail consistait à tailler un couloir d'une centaine de mètres de long à travers un rocher. Six ans plus tard, la concession s'est encore agrandie de 701 hectares. Les protestations de la Vieille Montagne, une mine concurrente de zinc de La Calamine, n'ont pas abouti. Les années 1866 à 1878 ont vu à la fois la plus grande production et les plus grands profits. Afin d'assurer de bonnes liaisons ferroviaires, le directeur Rémy Paquot a fait en sorte que la société devienne un actionnaire important de la compagnie ferroviaire 39. En 1870, le tronçon vers la Welkenraedt fut achevé, et deux ans plus tard, celui de Gemmenich vers Aix-la-Chapelle. En 1875, la concession minière est à nouveau augmentée de 308 hectares pour atteindre 1008 hectares. Après cela, le coût de pompage de l'eau a augmenté et beaucoup d'eau s'est infiltrée dans les galeries. Dans le même temps, les prix des métaux ont chuté. En 1880, l'approvisionnement en minerai provenant d'autres pays, comme la Tunisie et la Sardaigne, a commencé et en 1882, une nouvelle fonderie a été achevée. La même année, la société fusionne avec la Compagnie française des mines et usines d'Escombrera et arrête l'exploitation minière à Plombières. En 1884, l'exploitation minière s'est également arrêtée au nord, à Sippenaeken, près du hameau de Terbruggen. Jusqu'à 20 000 tonnes de minerai par an ont été extraites au cours de cette décennie. En 1885, la société a été condamnée à payer des dommages et intérêts et à réduire ses émissions. Les habitants s'étaient plaints du rejet de gaz sulfureux et des métaux antimoine, arsenic et mercure. En 1896, 386 hommes travaillent en deux équipes dans les mines et les usines. Ils fabriquaient des plaques de zinc, des barres de plomb et d'argent. Dans les années 1910, la société a fusionné avec une autre société du secteur, Peñarroya. Les cinq derniers fours de Plombières ont été éteints en 1922 et l'entreprise s'est tournée vers la nouvelle usine métallurgique du nord de la France.

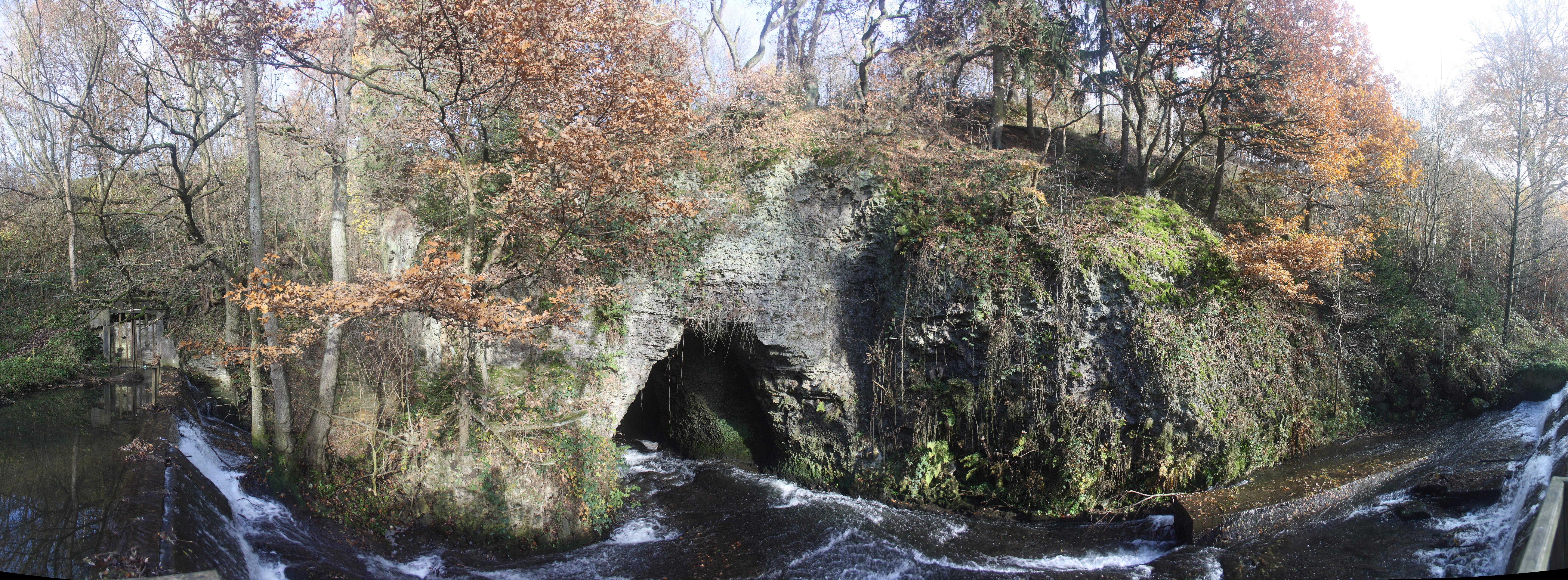
Le gouffre par lequel la Gueule est détournée

## Bilan final
Entre 1828 et 1882, 110 000 tonnes de minerai de zinc et un total de 500 tonnes de willémite, de smithsonite et d'hémimorphite ont été extraites. 115 000 tonnes supplémentaires de galène et une quantité inconnue de cérusite ont été extraites au cours de cette période. Cela a permis d'obtenir 80 000 tonnes de plomb et 60 000 tonnes de zinc. En outre, de plus petites quantités de minerai de fer étaient extraites sous forme de pyrite, de marcassite, de limonite et de sidérite. Il y avait aussi de l'argent en petites quantités (24 grammes par tonne de minerai). Au total, 900 000 tonnes de zinc et 100 000 tonnes de plomb ont été extraites dans la région de l'Est de la Belgique. L'exploitation minière s'est arrêtée parce que l'eau de la mine est devenue un problème trop important. Il était donc moins coûteux de s'approvisionner en métaux venus d'autres parties du monde.

## Après la fin de l'exploitation
En 1934, les deux grandes cheminées ont été abattues et trois ans plus tard, les deux puits Renaissance I et II ont été fermés. Les restes ont été vendus en 1939, à l'exception des droits de licence. La société a cherché du minerai dans la région jusqu'à la fin du XXe siècle, mais n'a pas trouvé grand-chose. La concession a pris fin en 2002. En 2017, la jeune entreprise belge WalZinc a demandé une licence pour la recherche de minéraux sur 146 km² dans la région. Il s'agit d'un montant de sept millions d'euros. Toutefois, cette licence n'a pas encore été accordée. De l'ordre d'un million de tonnes de minerai de zinc resteraient exploitables dans la concession de Plombières, et un demi-million de tonnes dans celle de la Vieille Montagne.

## Réserve naturelle de la zone minière
Le sol de la région contient du zinc, du plomb et d'autres métaux lourds. C'est ainsi que l'on trouve ici les plantes caractéristiques d'un environnement chargé en zinc, dont la pensée calaminaire. La Gueule traverse la zone et les mineurs ont créé un gouffre dans lequel se jette cette rivière. Deux promenades ont été prévues dans la réserve : l'une de 1,7 kilomètre et l'autre de 3 kilomètres. Ceux-ci sont signalés par des rectangles rouges debout. Les deux promenades commencent au centre d'accueil des visiteurs 'Maison du Site Minier'. Les promenades ont pour sujet à la fois les activités industrielles et la nature. Les promenades passent devant douze panneaux d'information sur le site :
1. La maison du site minier
2. Le Viaduc
3. Les puits
4. Les haldes calaminaires
5. L'ancienne gare
6. Les Falaises
7. La réserve naturelle
8. La vieille Gueule
9. La grotte
10. Le casino
11. Le parc
12. La Weich

La région est traversée par des sentiers touristiques qui passent par les anciennes lignes de chemin de fer, les Ravel 38 et 39. La Via Gulia, un itinéraire de marche balisé le long de la Gueule, traverse également la région. En 1977, le sol avait encore une concentration de zinc de deux pour cent. Entre 1988 et 1998, la zone a été assainie pour 34 millions de francs, en raison des grandes quantités de plomb, de zinc et de cadmium. Depuis 2004, la Wallonie a fait de cette zone une réserve naturelle protégée de treize hectares en raison de la présence de plantes zincifères[1]. Elle fait également partie de la réserve naturelle plus vaste de la Vallée de la Gueule, en aval de La Calamine. Il existe des papillons spécifiques qui se nourrissent des fleurs qui aiment le zinc. On y trouve également les restes de murs, de fours et d'autres parties de l'ancienne industrie minière et métallurgique. La région possède des prairies sur un sol riche en carbonate de zinc.

## Centre de visite

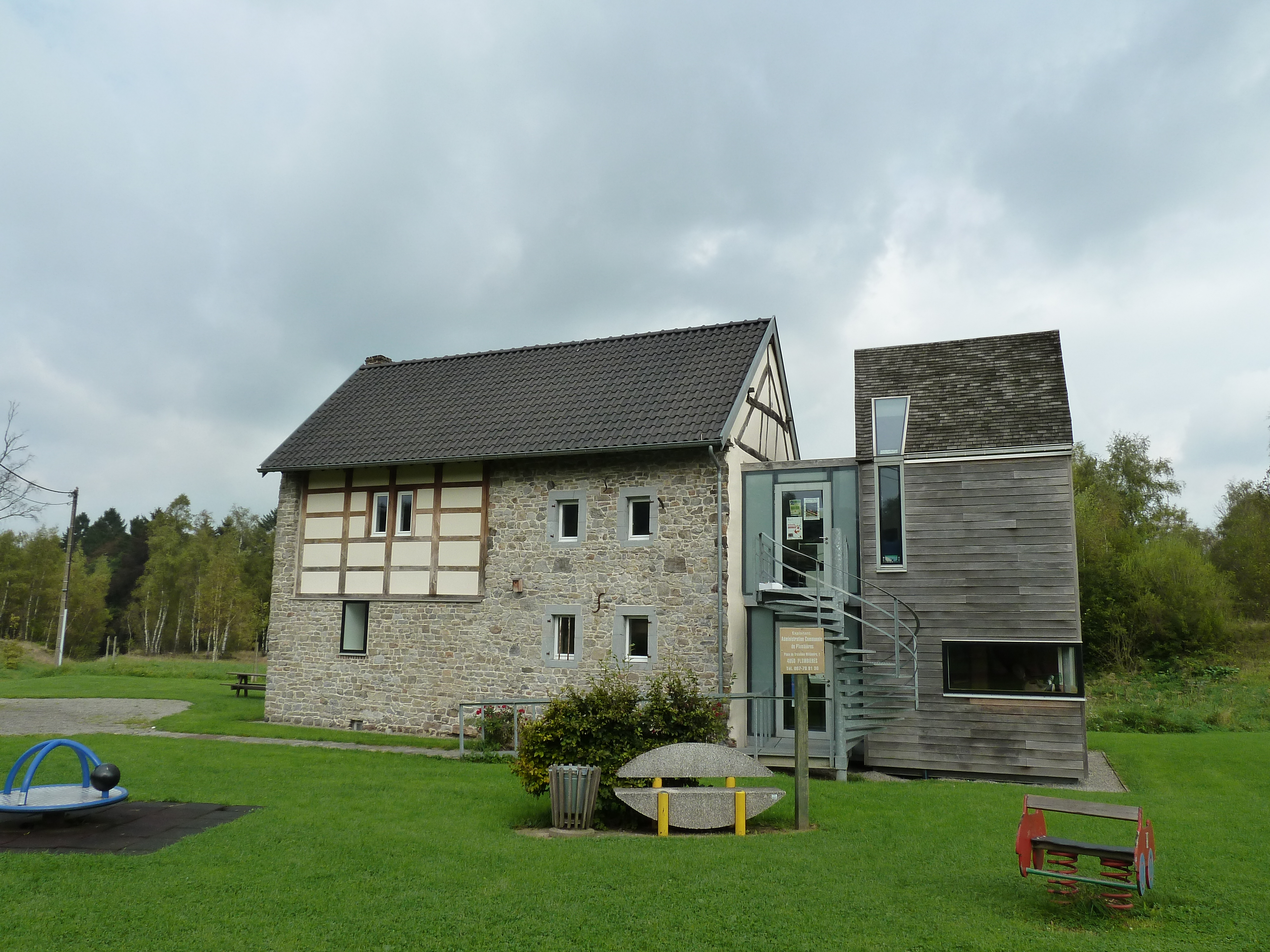
Maison du site minier

Dans les environs, se trouve la maison du Site Minier, rue du Chemin de Fer 25, construite dès le XVIe siècle, qui est l'une des plus anciennes maisons de la localité. Le bâtiment est protégé depuis 1982 et a été restauré en 2007. Il s'y trouve l'office du tourisme de la municipalité et une exposition sur l'histoire de l'extraction et du traitement des minerais, et sur la réserve naturelle. Les explications figurent en français, en allemand et en néerlandais. A l'étage, il y a des bureaux. À environ quatre kilomètres au Sud-Est, en amont de la Gueule, on peut trouver des informations plus complètes sur l'extraction et le traitement du minerai de zinc au Musée Vieille Montagne à La Calamine.

## Sources
- (nl) Cet article est partiellement ou en totalité issu de l’article de Wikipédia en néerlandais intitulé « Mijnzetel van Blieberg » (voir la liste des auteurs).